# Slovenska akademija znanosti in umetnosti
Slovenska akademija znanosti in umetnosti (SAZU) je najvišja narodna znanstvena in umetnostna ustanova Slovenije, ki združuje vrhunske slovenske znanstvenike in umetnike, člane akademije, imenovane akademiki, ki so uvrščeni (razvrščeni) v šest področnih razredov, ki jih vodijo razredni tajniki: 
I. za zgodovinske in družbene vede (z dvema oddelkoma) : 
- za zgodovinske vede: zgodovina, arheologija, umetnostna zgodovina, muzikologija
- za družbene vede: filozofija, pravo, psihologija, sociologija, ekonomija (...)

II. za filološke in literarne vede (jezikoslovje, literarna zgodovina in teorija, (klasična...) filologija, folkloristika/literarna etnologija; biblicistika...)
III. za matematične, fizikalne, kemijske in tehniške vede (z dvema oddelkoma) 
- za matematične, fizikalne in kemijske vede
- za tehniške vede: gradbeništvo (s potresnim inženirstvom), elektrotehnika, strojništvo, računalništvo, umetna inteligenca ...

IV. za naravoslovne vede (biologija z zoologijo in botaniko, geologija in paleontologija, geografija, krasoslovje, agronomija, fitocenologija ...)
V. za umetnosti (literatura: pesniki, pisatelji, esejisti, dramatiki; likovne umetnosti: slikarji, kiparji, arhitekti; glasba - samo skladatelji, ni pa  glasbenih poustvarjalcev)
VI. za medicinske vede (do sredine 1970. let oddelek razreda za naravoslovne vede) s patofiziologijo, (klinično) biokemijo ... 
Trenutni predsednik ustanove je zgodovinar Peter Štih. Poleg predsednika ima SAZU tudi dva podpredsednika (za področje humanistike in umetnosti ter za področje naravoslovja in tehnike) in glavnega tajnika ter oddelek za mednarodno sodelovanje in znanstveno koordinacijo, ki ga vselej vodi akademik.

## Kulturni pomen
Ustanovljena leta 1938, je Slovenska akademija znanosti in umetnosti (SAZU) vodilna narodna institucija za znanost in umetnost. Vključuje znanstvenike in umetnike, ki so bili izbrani kot njeni člani, na podlagi lastnih uspehov na področju znanosti in umetnosti. Goji, spodbuja in promovira znanost in umetnost ter s svojimi dejavnostmi prispeva k razvoju znanstvene misli in ustvarjalnosti v umetnosti, zlasti z: obravnavanjem osnovnih vprašanj znanosti in umetnosti; sodelovanje pri oblikovanju politik raziskovalnih dejavnosti in ustvarjalnosti v umetnosti; dajanje ocen, predlogov in mnenj o položaju, razvoju in spodbujanju znanosti in umetnosti ter o organizaciji raziskovalnih dejavnosti in ustvarjalnosti v umetnosti; organiziranje raziskovalnega dela, tudi v sodelovanju z univerzami in drugimi raziskovalnimi ustanovami, zlasti na področjih, ki so pomembna za zavedanje in spoznavanje naravne in kulturne dediščine slovenskega naroda ter za razvoj njenega jezika in kulture; in razvoj mednarodnega sodelovanja na področju znanosti in umetnosti.

## Sedež
Akademija domuje v palači Lontovž na Novem trgu v Ljubljani, ki stoji na mestu nekdanje palače deželnih stanov, po kateri je dobila tudi ime (iz nemške besede Landhaus). Sedanjo obliko je dobila po prezidavi iz druge polovice 18. stoletja in nato krčenju zaradi posledic potresa leta 1895.
- Vhodna avla v stavbo SAZU
- Druge stavbe SAZU na Novem trgu

## Zgodovina
Leta 1921 je bilo v Ljubljani ustanovljeno Znanstveno društvo za humanistične vede in je bilo zametek Akademije znanosti in umetnosti. Leta 1925 sta združila moči Znanstveno društvo za humanistične vede in Narodna galerija ter ob pomoči Slovenske matice in drugih društev pričela udejanjati zamisel o ustanovitvi Akademije. Leta 1938 je bil sprejet zakon, s katerim je bila ustanovljena državna akademija in s tem je prenehalo delovati društvo Akademija znanosti in umetnosti. Najprej je delovala v drugem nadstropju Lontovža, po letu 1945 pa v celotni zgradbi. S širitvijo dejavnosti, se je SAZU razširila tudi na sosednje zgradbe ob Novem trgu.
Zaradi unitaristične naravnanosti prve Jugoslavije, ki je nasprotovala nacionalnim imenom, je bilo njeno uradno ime Akademija znanosti in umetnosti (AZU) v Ljubljani. 26. januarja 1943 je bila sprejeta v italijanski Narodni svet akademij (Consiglio nazionale delle Academie). Pridevek »slovenska« je dobila prvič že med vojno, po kapitulaciji Italije - novembra 1943, na pobudo tedanjega predsednika Milana Vidmarja z dekretom Leona Rupnika, to preimenovanje pa je bilo po koncu vojne razveljavljeno. Dokončno se je preimenovala v SAZU šele z zakonom o njej, sprejetim 1948.
Po drugi svetovni vojni so bili v SAZU izvoljeni tudi nekateri vodilni (komunistični) politiki brez formalnih akademskih oz. znanstvenih referenc (Boris Kidrič in Boris Ziherl kot redna člana SAZU ter Josip Broz in Edvard Kardelj kot častna člana). Rehabilitacijo po 2. svetovni vojni (1945 oz. 1948) izključenih članov (Franceta Vebra, Leonida Pitamica in Aleša Ušeničnika je bila izvedena v 1990. letih, ko je bil predsednik France Bernik, popolna rehabilitacija Riharda Zupančiča pa ni dobila dovolj podpore.
Častna člana sta postala po izteku svojega mandata tudi nekdanja predsednika Josip Vidmar in France Bernik.

## Člani
Člani so lahko redni, izredni ali dopisni (slednji so lahko tudi neslovenskega rodu), njihovo delovanje pa je organizirano v skupinah (razredih), glede na znanstveno ali umetniško področje, iz katerega izhajajo. Člane te ustanove imenujemo (slovenski) akademiki.

## Seznam predsednikov SAZU
- Rajko Nahtigal (1939–1942)
- Milan Vidmar (1942–1945)
- France Kidrič (1945–1950) (umrl med mandatom)
- Fran Ramovš (1950–1952) (umrl med mandatom)
- Josip Vidmar (1952–1976) (zatem častni član)
- Janez Milčinski (1976–1992)
- France Bernik (1992–2002) (zatem častni član)
- Boštjan Žekš (2002–2008)
- Jože Trontelj (2008–2013) (umrl med mandatom)
- Marko Marijan Mušič (2014)
- Tadej Bajd (2014–2020)
- Peter Štih (2020–)

## Akademija in ZRC SAZU
Akademija je ustanoviteljica javnega raziskovalnega zavoda Znanstvenoraziskovalni center SAZU (ZRC SAZU), ki združuje 18 inštitutov in raziskovalnih skupin in ima preko 300 sodelavcev. ZRC SAZU je bil ustanovljen leta 1981, večina inštitutov pa je delovala že mnogo prej pod okriljem Slovenske akademije znanosti in umetnosti. Področja raziskovanja so preučevanje kulturnih, družbenih in naravnih pojavov, procesov in praks. Poslanstvo so temeljne raziskave, ki jih izvajajo znotraj nacionalnih raziskovalnih programov, nacionalnih temeljnih raziskovalnih projektov, mednarodnih projektov in centrov odličnosti.
Pod ZRC SAZU sodi tudi Založba ZRC, ki izdaja 15 znanstvenih revij (5 od njih je uvrščenih v Thomson Reuters indekse) in 15 knjižnih zbirk. Pod Založbo pa sodi tudi Knjigarna Azil, prireditveni prostor Atrij ZRC in Zemljepisni muzej. 